# Magic 3
Magic 3 è il diciassettesimo album in studio del rapper statunitense Nas, pubblicato nel 2023.

## Tracce
1. Fever – 2:47
2. TSK – 3:04
3. Superhero Status – 2:51
4. I Love This Feeling – 3:17
5. No Tears – 3:11
6. Never Die (featuring Lil Wayne) – 3:10
7. Pretty Young Girl – 2:20
8. Based on True Events – 2:44
9. Based on True Events, Pt. 2 – 3:14
10. Sitting with My Thoughts – 3:00
11. Blue Bentley – 2:35
12. Jodeci Member – 2:47
13. Speechless, Pt. 2 – 3:05
14. Japanese Soul Bar – 3:01
15. 1-800-Nas&Hit – 4:37